# Пано Маринов
Пано Димитров Маринов е български офицер, генерал-майор, командир на 34-ти пехотен троянски полк през Първата световна война (1915 – 1918).

## Биография
Пано Маринов е роден на 20 юли 1869 г. в град Ловеч. Завършва Военното училище в град София с випуск 1887 г. Служи в 10-и пехотен Родопски полк (1887), 4-ти пехотен Плевенски полк (1888), 20-и пехотен Добруджански полк (1899) и 8-и пехотен Приморски полк (1902).
Участва в Балканската война като дружинен командир в 13-и пехотен Рилски полк. Награден е Орден „За военна заслуга“ IV степен и Орден „За храброст“ IV степен I клас.
Началник на 34-то полково Военно окръжие (1913), помощник-командир на 34-ти пехотен Троянски полк (1915).
По време на Първата световна война е командир на 34-ти пехотен Троянски полк. За пет месеца е заместник-командир на I бригада от V пехотна Дунавска дивизия (юли-ноември 1918), след което отново е командир на полка. Проявява се при Дойранската епопея.
След войните е командир на II бригада от X Беломорска дивизия. Уволнен е от служба на 27 октомври 1919 г. На 6 май 1937 г. е произведен в чин генерал-майор. Последните години от живота си прекарва в град Варна. Умира през 1954 година.

## Военни звания
- Подпоручик (14 февруари 1888)
- Поручик (2 август 1891)
- Капитан (1899)
- Майор (22 септември 1909)
- Подполковник (22 ноември 1913)
- Полковник (16 март 1917)
- Генерал-майор (6 май 1937)